# Каїно (Італія)
Каїно (італ. Caino) — муніципалітет в Італії, у регіоні Ломбардія, провінція Брешія.
Каїно розташоване на відстані близько 450 км на північний захід від Рима, 90 км на схід від Мілана, 13 км на північний схід від Брешії.
Населення — 2169 осіб (2014).
Щорічний фестиваль відбувається 12 квітня. Покровитель — святий Зенон.

## Демографія
Населення за роками:

Станом на 1 січня 2023 року в муніципалітеті офіційно проживало 177 іноземців з 28 країн, серед них 23 громадяни країн Євросоюзу та 16 громадян України.

## Сусідні муніципалітети
- Аньозіне
- Лумеццане
- Наве
- Серле
- Валліо-Терме